# Frederick Gordon Bradley
Frederick Gordon Bradley (ur. 21 marca 1886, zm. 30 marca 1966) – polityk  kanadyjski wywodzący się z Nowej Fundlandii. 
Frederick Bradley urodził się w  St. John’s. W 1906 ukończył szkołę prowadzoną przez Kościół Metodystów The Methodist College, a następnie został dyrektorem szkoły średniej prowadzonej przez ten sam kościół. Po trzech latach zrezygnował z kariery nauczycielskiej i rozpoczął studia prawnicze na Dalhousie University w Nowej Szkocji. Po otrzymaniu licencji rozpoczął praktykę adwokacką jako partner, a od 1922 r. prowadził własną firmę prawniczą.
W 1924 r. Bradley został wybrany po raz pierwszy do zgromadzenia legislacyjnego z listy konserwatywnej. W tej samej kadencji został ministrem bez teki w rządzie dominium. W 1926 r. w związku ze złamaniem przez konserwatystów wyborczych obietnic, podał się do dymisji oraz wystąpił z klubu odtąd zasiadając w legislaturze jako deputowany niezależny. W wyborach 1928 r. wystartował już jako liberał i ponownie został powołany do rządu jako minister bez teki. W wyborach z 1932 r. był jednym z dwóch liberalnych polityków, którzy zdołali zdobyć mandaty. Jako lider opozycji był przeciwny zaakceptowaniu brytyjskich rządów komisarycznych nad bankrutującą kolonią. Po ich wprowadzeniu powrócił do praktyki adwokackiej akceptując także pozycje urzędnicze.
W 1946 r. w związku z planowanym zakończeniem rządów komisarycznych, Bradley został wybrany do Konwencji Narodowej, gdzie po śmierci przewodniczącego Cyrila Foxa objął wakującą funkcję. Był także przewodniczącym delegacji na negocjacje w Londynie i Ottawie. Po referendum akceptującym przystanie Nowej Fundlandii do Konfederacji Kanady był także przewodniczącym delegacji negocjującej ostateczne warunki unii. Był jednym z nielicznej grupy wyspiarskich polityków świętujących przyjęcie wyspy do Konfederacji w Ottawie, a nie jak większość w rodzinnym kraju. Gdy w 1949 r. Nowa Fundlandia stała się Prowincja Kanady Bradley został mianowany przedstawicielem wyspy przy rządzie federalnym, a następnie objął ministerstwo spraw zagranicznych. Zasiadał także jedną kadencję w parlamencie federalnym, a w 1953 r. został mianowany senatorem.